# Косолистник дрібнозубчастий
{{#ifeq:0|0|{{#if:Plagiothecium denticulatum|{{#if:|[[]}}|[[]]}}}}
Косолистник дрібнозубчастий (Plagiothecium denticulatum) — вид мохів порядку гіпнобрієвих (Hypnales).

## Поширення
Ареал охоплює такі частини світу: Європа, Північна Америка, Азія, Австралія, Нова Зеландія.
Населяє ліси на трухлявих колодах, пнях, основі дерев, гумусі чи ґрунті, що покриває валун і скелі; на висотах від 50 до 2700 метрів.

## Характеристика
Рослини в тонких або щільних килимках, від темно-зелених до жовтуватих, тьмяних або глянцевих. Стебла до 5 см, 1–4 мм завширшки, лежачі чи рідше прямі. Листки дещо розпростерті, рідше розширені з верхівками, зверненими до субстрату, черепицеві, видовжено-яйцюваті або яйцювато-ланцетні, асиметричні, від плоских до увігнутих, 1.5–4 × 0.5–2 мм; краї широко загнуті майже до вершини чи іноді плоскі, зубчасті на крайній вершині чи рідко цілі; верхівка від гострої до загостреної або рідко вузько тупою, не різко звужена. Спеціалізоване нестатеве розмноження часто представлене у вигляді пропагули. Вид автоїчний чи іноді дводомний, зазвичай плодоносить. Коробочкові ніжки від світло-коричневого до червоного, 1.5–3.5 см, вигнуті. Коробочка у зрілому стані від світло-коричневого до оранжево-коричневого кольору, дугаста, рідко пряма, коли випрямлена чи нахилена 1.5–3.5 × 0.5–1 мм, смугаста чи іноді зморшкувата, рідко гладка, сильно зморшкувата на шийці. Спори 9–13 мкм.